# Grande Médaille de la chanson française
Créée en 1988, la grande médaille de la chanson française est un prix décerné par l'Académie française, destiné à récompenser un interprète, parolier ou compositeur francophone pour l'ensemble de son œuvre. Le prix consiste en une médaille de vermeil.

## Liste des lauréats

### Années 1980
- 1988 : Gilles Vigneault
- 1989 : Claude Nougaro

### Années 1990
- 1990 : Louis Amade
- 1991 : Prix non décerné
- 1992 : Mireille
- 1993 : Barbara
- 1994 : Guy Béart
- 1995 : Charles Aznavour
- 1996 : Robert Charlebois
- 1997 : Yves Simon
- 1998 : MC Solaar
- 1999 : Prix non décerné

### Années 2000
- 2000 : Henri Salvador
- 2001 : Michel Sardou
- 2002 : Alain Souchon
- 2003 : Pierre Perret[1]
- 2004 : Renaud
- 2005 : Catherine Lara
- 2006 : Françoise Hardy
- 2007 : Serge Rezvani
- 2008 : Georges Moustaki
- 2009 : Anne Sylvestre

### Années 2010
- 2010 : Francis Cabrel
- 2011 : David McNeil
- 2012 : Maxime Le Forestier
- 2013 : Serge Lama
- 2014 : William Sheller
- 2015 : Véronique Sanson
- 2016 : Jean-Jacques Goldman
- 2017 : Gérard Manset
- 2018 : Thomas Fersen
- 2019 : Vincent Delerm

### Années 2020
- 2020 : Prix non décerné
- 2021 : Étienne Daho
- 2022 : Jacques Dutronc
- 2023 : La Grande Sophie
- 2024 : Salvatore Adamo
- 2025 : Brigitte Fontaine